# Zhang Pengxiang
Zhang Pengxiang (China,  Gran Maestro. Elo FIDE 2640) es un ajedrecista chino, campeón de Asia 2007. 
Saltó a la fama en el año 2001 tras derrotar a Anatoli Kárpov en la Copa del Mundo. A partir de este momento sus éxitos han sido numerosos. Cabe destacar sus victorias en el Abierto de Linares y campeón Individual de China en 2002. Campeón de la Copa de la GMA y del Master de Singapur en el 2005.
Zhang es un jugador de la Escuela China, con una gran capacidad táctica por lo que sus partidas son muy interesantes para los aficionados. Es conocido en España por jugar en el Club Gros Xaque de San Sebastián.